# José Gil Fortoul
José Gil Fortoul (Barquisimeto, Estados Unidos de Venezuela, 25 de noviembre de 1861-Caracas, Estados Unidos de Venezuela, 15 de junio de 1943) fue un escritor, historiador, abogado, político y miembro del positivismo venezolano, nombrado como presidente provisional en 1913. Junto con César Zumeta, Pedro Manuel Arcaya, Laureano Vallenilla Lanz y Victorino Márquez Bustillos, fue uno de los defensores del gobierno del general Juan Vicente Gómez. Fueron sus padres: José Espíritu Santos Gil, "el pelón Gil", y Adelaida Fortoul Obregón.

## Biografía

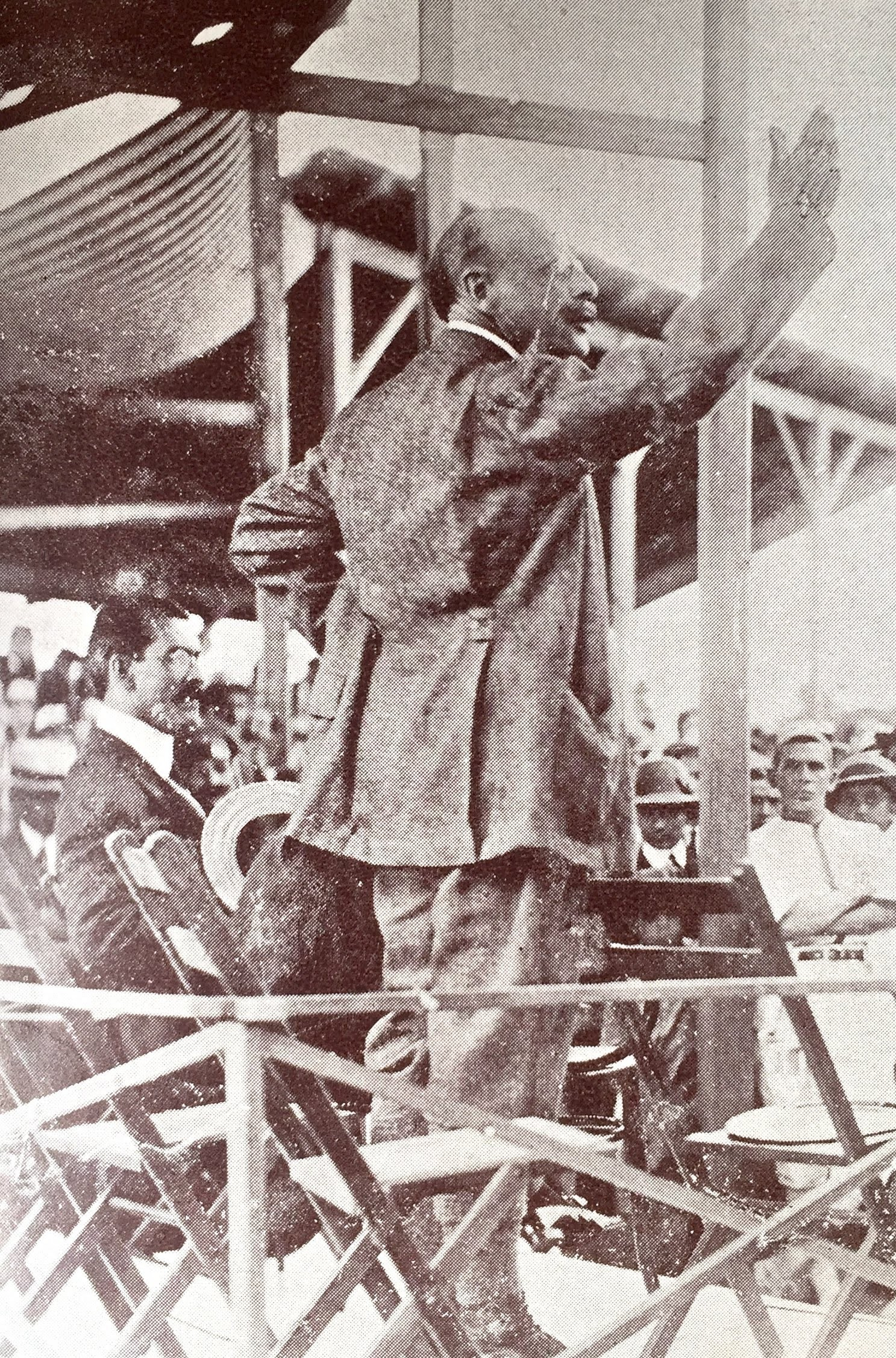
José Gil Fortil durante un discurso público.

De niño fue llevado al Tocuyo, donde estudió en el colegio La Concordancia, dirigido por el profesor Egidio Montesinos. Se graduó de bachiller en filosofía en 1880. Continuó sus estudios de derecho en Caracas, en la Universidad Central de Venezuela, donde recibió el doctorado en Ciencias Políticas en 1885. Mientras realizó dichos estudios asistió a clases de Historia Natural, a cargo de Adolfo Ernst.
Colaboró en el diario La Opinión Nacional, donde sostuvo polémicas ideológicas con el presbítero Juan Bautista Castro, quien luego sería arzobispo de Caracas, y por tales confrontaciones se le ubicó como vocero del positivismo.
En 1886 fue nombrado Cónsul de Venezuela en Burdeos, Francia, su estadía durará 10 años. Los años 1897 y 1898 los pasa en Caracas, escribe El Cojo Ilustrado y dicta conferencias en la Universidad Central de Venezuela sobre temas sociológicos y antropológicos.
El 30 de noviembre de 1898 por mandato del Presidente de la República Ignacio Andrade, se le encarga la preparación de una Historia de Venezuela, destinada a conmemorar el paso del siglo XIX al XX. En 1900 regresa a la vida diplomática: Cónsul en Trinidad, representante en la II Conferencia Internacional Panamericano de México; Cónsul en Liverpool y París.

## Presidencia.[3]

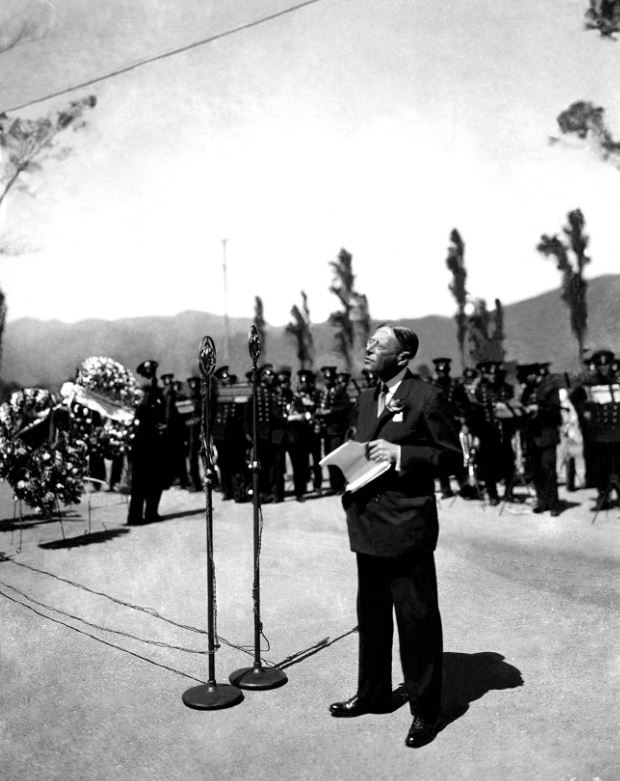
José Gil Fortoul dando un discurso en 1931.

De 1910 a 1911 y de 1914 a 1916, Fortoul se desempeñó como senador en el Senado de la República de Venezuela. En 1913 era presidente del Consejo de Gobierno mientras Juan Vicente Gómez se encontraba enfrascado en un conflicto militar, lo que lo convertía en presidente interino bajo las disposiciones sucesorias de la constitución venezolana de la época.

## Legado
Fortoul ha sido catalogado como una de las figuras canónicas del positivismo venezolano. Este movimiento impulsó el modernismo en Venezuela a mediados del siglo XIX, y estuvo asociado simultáneamente tanto con el desarrollo de las instituciones y el estado como con la cercanía con los regímenes dictatoriales.
Fortoul es recordado como un exponente central del movimiento, tanto en términos de promover el modernismo en Venezuela como en su estrecha asociación con un régimen totalitario. Está estrechamente asociado con otros aliados de Juan Vincente Gómez, incluidos César Zumeta, Pedro Manuel Arcaya, Laureano Vallenilla Lanz y Victorino Márquez Bustillos.
El apoyo de Fortoul al dictador Juan Vicente Gómez se ha acreditado con el apoyo político que recibieron sus obras, y llevó a que se publicaran con mayor libertad y estuvieran más disponibles que otros escritores venezolanos de su época, incluidos otros positivistas venezolanos. En 1915, Fortoul fue uno de los fundadores de la Academia de Ciencias Políticas y Sociales.

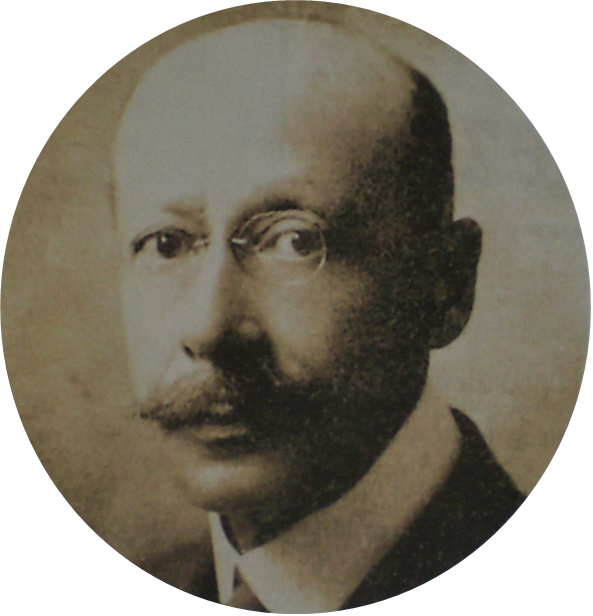
José Gil Fortoul en 1909.

## Obra
- 1879: Infancia de mi Musa (Barquisimeto, Venezuela)
- 1887: Recuerdos de París (Barcelona, España)
- 1888: Julián (Leipzig, Alemania)
- 1890: Filosofía Constitucional (París, Francia)
- 1891: Filosofía Penal (Bruselas, Bélgica)
- 1891: El humo de mi pipa (París, Francia)
- 1892: La Esgrima Moderna (Liverpool, Inglaterra)
- 1892: El Cojo Ilustrado
- 1892: ¿Idilio? (Liverpool, Inglaterra)
- 1895: Pasiones (París, Francia)
- 1896: El Hombre y la Historia (París, Francia)
- 1909: Historia Constitucional de Venezuela (Berlín, Alemania)
- 1915: Discursos y Palabras (Caracas, Venezuela)
- 1916: De Hoy para Mañana (Caracas, Venezuela)
- 1931: Sinfonía inacabada y otras variaciones (Caracas, Venezuela)
- 1944: Páginas de Ayer (póstumo).